# Huracán Erin de 2025
El huracán Erin es un ciclón tropical activo que actualmente pasa por las costas de Carolina del Norte y el noreste de las Bahamas. Erin, la quinta tormenta con tal nombre, el primer huracán y el primer huracán mayor de la temporada de huracanes del Atlántico de 2025, se formó a partir de una onda tropical el 11 de agosto de 2025, mientras se dirigía al oeste con dirección a Cabo Verde. Posteriormente, Erin se mantuvo en la categoría de tormenta tropical debido a condiciones marginalmente favorables mientras cruzaba el Atlántico central en los días siguientes. Al acercarse a las Antillas Menores, se había fortalecido hasta convertirse en huracán el 15 de agosto. Las condiciones muy favorables permitieron que Erin experimentara una intensificación explosiva el 15 y 16 agosto, alcanzando su punto máximo en la categoría 5 de intensidad con vientos máximos sostenidos de un minuto de 260 km por hora y una presión mínima de 27.0 inHg. Más tarde, ese día se realizó un ciclo de reemplazo de la pared del ojo y, como resultado, Erin se debilitó a la categoría 3 y comenzó a crecer. Tras completar el ciclo de reemplazo de la pared del ojo, el huracán se intensificó de nuevo a categoría 4 pero nuevamente debilitado a categoría 2 el 19 de agosto debido al aumento de la cizalladura vertical del viento.
El precursor de Erin provocó intensas inundaciones en varias islas de Cabo Verde, lo que provocó nueve muertes en São Vicente. Más de 178 mm de lluvia cayeron en cinco horas entre la 01:00 y las 06:00 UTC el 11 de agosto. El gobierno de Cabo Verde emitió una declaración de desastre para São Vicente y Santo Antão el mismo día.

## Historia meteorológica
El 8 de agosto, el Centro Nacional de Huracanes comenzó a monitorear una onda tropical que se desplazaba hacia el oeste justo tierra adentro de la costa de África Occidental, lo que produjo una gran área de actividad de lluvias y tormentas eléctricas a medida que se acercaba al Océano Atlántico. A medida que avanzaba hacia el mar y las Islas de Cabo Verde al día siguiente, se desarrolló una baja grande y bien definida asociada con la onda, lo que produjo una convección desorganizada, con vientos sostenidos casi huracanados. En la mañana del 11 de agosto, una pequeña pero persistente zona de convección profunda se desarrolló alrededor del centro ahora cerrado del área de baja presión, y sus vientos sostenidos aumentaron a aproximadamente 75 km/h. En consecuencia, el sistema fue designado tormenta tropical por el Centro Nacional de Huracanes (CNH) y se le dio el nombre de Erin. Erin se desplazó rápidamente hacia el oeste después de formarse, donde encontró un entorno termodinámico deficiente que impidió un mayor desarrollo. Erin no logró organizarse notablemente mejor el 13 de agosto. la convección profunda disminuyeron durante la mañana. Aunque las condiciones alrededor de la tormenta continuaron siendo solo marginalmente propicias en agosto 13, la convección se concentró más cerca de su centro, y Erin se fortaleció ligeramente esa tarde. Debido al arrastre persistente de aire seco, la tormenta continuó luchando al día siguiente para establecer un núcleo interno, y la convección disminuyó un poco sobre el centro de bajo nivel al final de ese día. No obstante, Erin pudo fortalecerse a una categoría 1 huracán a las 15:00 UTC 15 de agosto. 

El huracán Erin al este de las Bahamas el 18 de agosto.

Más tarde ese día, la presentación satelital de Erin mejoró significativamente, y se hizo evidente un pequeño ojo de alfiler; Erin posteriormente experimentó una intensificación explosiva durante la noche y se convirtió en un huracán importante a principios del 16 de agosto. Esto culminó con Erin convirtiéndose en un huracán de categoría 5 a las 15:20 UTC de ese día, alcanzó su intensidad máxima con vientos máximos sostenidos de 160 260 km/h y una presión central mínima de 27,02 inHg, aproximadamente 220 km al norte-noroeste de Anguila. En su punto máximo, los vientos huracanados alcanzaron los 45 km desde el centro, y los vientos con fuerza de tormenta tropical se extienden hasta 260 km de distancia. La intensificación de 24 horas de Erin fue la mayor de cualquier huracán del Atlántico registrado según la caída de la presión central antes del 1 de septiembre. Mantuvo esta intensidad durante gran parte del día, antes de comenzar un ciclo de reemplazo de la pared del ojo; después de que tanto las misiones de reconocimiento de la Reserva de la Fuerza Aérea como de la NOAA notaron la presencia de paredes del ojo concéntricas en el núcleo de Erin, debilitándose a la categoría 4 de intensidad. Se produjo un mayor debilitamiento durante la noche hasta las primeras horas de la mañana del 17 de agosto a categoría 3. Durante el ciclo de reemplazo, el diámetro de la pared ocular aumentó de 9 a 19 km a unos 75 km. Erin también creció en tamaño. Su campo de vientos con fuerza de huracán se expandió a unos 85 km del centro y los vientos con fuerza de tormenta tropical se extendieron hasta 335 km. Después de completar el ciclo de reemplazo de la pared del ojo, Erin se reintensificó a la categoría 4 temprano a la mañana siguiente. Sin embargo, más tarde ese mismo día, el sistema se debilitó nuevamente a la categoría 3, mientras se dirigía al noroeste, al este de las Bahamas. En la tarde del 19 de agosto, Erin se debilitó a la categoría 2 en fuerza, debido a la fuerte cizalladura del viento que altera su estructura, permitiendo así que el aire seco se infiltre en la parte noroeste de la circulación.

## Preparativos

### Caribe

Bucle de radar NEXRAD desde Puerto Rico del huracán Erin con intensidad de categoría 5.

En 14 de agosto, se emitió un aviso de tormenta tropical para Antigua y Barbuda, San Bartolomé, Saba, San Eustaquio y San Martín. Se emitieron avisos de tormenta tropical para las partes meridionales de las Bahamas y las Islas Turcas y Caicos. También se emitieron avisos de tormenta tropical para la costa noreste de Puerto Rico. Météo-France también emitió una alerta amarilla para San Martín y Martinica.. En la República Dominicana, se emitieron alertas amarillas para las provincias de la costa norte. Se emitió un aviso de inundación para Puerto Rico y las Islas Vírgenes de los Estados Unidos.
La Oficina Nacional de Servicios para Desastres de Antigua y Barbuda movilizó equipos de respuesta voluntaria. Se suspendieron las operaciones aéreas en San Bartolomé. El Aeropuerto Internacional Terrance B. Lettsome se cerró en preparación para Erin. Se aceleraron las operaciones de colocación de sacos de arena en preparación para la aproximación de Erin en las Islas Vírgenes. En Puerto Rico, se desplegaron 200 empleados de FEMA en preparativos para posibles inundaciones. Seis puertos marítimos en Puerto Rico y dos en las Islas Vírgenes de los Estados Unidos fueron cerrados por la Guardia Costera de los Estados Unidos. Las cuadrillas limpiaron la infraestructura de drenaje en el Distrito Nacional por orden del alcalde. Las playas de María Trinidad Sánchez fueron cerradas. Los servicios públicos en las Islas Turcas y Caicos fueron suspendidos. Se emitió un cierre sistemático nacional para Grant Turk, South Caicos y Salt Cay. Algunos puertos de la isla también fueron cerrados.
Liat Air canceló vuelos a las Islas Vírgenes Británicas y San Martín. Caribbean Airlines canceló vuelos a Tórtola. En Puerto Rico, más de 20 vuelos fueron cancelados. El Vision of the Seas de Royal Caribbean fue dirigido a Puerto Cañaveral, lejos de las Bahamas, para mantenerse alejado de Erin. El servicio Disney Treasure fue redirigido al Caribe occidental.
El 16 de agosto, se emitió un aviso de tormenta tropical para las Islas Turcas y Caicos, que luego (12 horas más tarde) se actualizó a una advertencia de tormenta tropical. En las Bahamas, a la misma hora esa noche del 16 de agosto, la parte sureste fue colocada bajo un aviso de tormenta tropical, que luego se actualizó 9 horas más tarde en la mañana del 17 de agosto a una advertencia de tormenta tropical. Las Bahamas centrales luego fueron colocadas bajo un aviso de tormenta tropical en la mañana del 18 de agosto.

### En otras partes
Se emitieron advertencias de tormenta tropical desde Beaufort Inlet hasta Duck, en Carolina del Norte. Además, se extendieron avisos de tormenta tropical desde Duck hasta Chincoteague, Virginia. El condado de Dare (Carolina del Norte), emitió un estado de emergencia el 17 de agosto. Evacuaciones de la zona también se ordenó para el 18 y 19 de agosto en la isla Hatteras. También se declaró el estado de emergencia y se emitió una orden de evacuación en la isla Ocracoke. Nueva Jersey, Delaware y la ciudad de Nueva York cerraron sus playas. 
El Servicio Meteorológico de Bermudas puso a Bermudas bajo vigilancia de tormenta tropical. El servicio de ferry a St. George's fue cancelado.

## Impacto

### Cabo Verde
Las fuertes lluvias provocadas por la perturbación precursora de Erin provocaron importantes inundaciones en las islas de Cabo Verde, especialmente en la isla noroccidental de São Vicente . Tras las fuertes lluvias que inundaron la isla el 11 de agosto, vehículos fueron arrastrados y varias casas sufrieron daños. Un total de 192 mm de lluvia cayeron en tan solo cinco horas en São Vicente, según el Instituto Nacional de Meteorología y Geofísica del gobierno caboverdiano. Las inundaciones repentinas provocadas por la lluvia causaron al menos nueve muertes, incluidos cuatro niños, según el Ministerio de Educación del país. Siete personas se ahogaron por las inundaciones, mientras que otra murió electrocutada. Otra persona fue reportada como desaparecida, mientras que 1.500 personas fueron despalzadas. Escombros y árboles caídos bloquearon las carreteras, mientras que los cortes de electricidad afectaron la mayor parte de la isla. Varios edificios comerciales también resultaron dañados.
En respuesta a los importantes daños y muertes, el gobierno caboverdiano declaró el estado de emergencia en São Vicente y la vecina isla de Santo Antão. El Servicio Nacional de Protección Civil del país se desplegó en las islas para abordar los daños a la infraestructura. El servicio evacuó a 36 y 26 personas de Vila Nova y Alto Brava, respectivamente, el 16 de agosto. El Grupo Banco Mundial asignó 10 millones de dolares estadounidenses para apoyar las labores de recuperación tras la tormenta.

### Caribe
El mar embravecido afectó gran parte de las Islas de Sotavento del norte y el archipiélago de las Lucayas. En Guadalupe, se registraron 63 mm de lluvia en el Col des Mamelles, en el Parque Nacional de Guadalupe, en un lapso de seis horas el 16 de agosto. San Martín reportó una ráfaga de viento de 53.1 km/h. Grandes cantidades de sargazo llegaron a las costas de San Martín y Río San Juan en la República Dominicana debido al huracán Erin. Dos buzos fueron rescatados en Saint Croix. Las fuertes lluvias provocaron inundaciones en las carreteras de Puerto Rico.
Más de 159.000 personas se quedaron sin electricidad en Puerto Rico. Un conductor cayó al suelo y un aislador de suspensión se rompió en Sierra Bayamón.

### En otras partes
Las corrientes de resaca creadas por el huracán Erin provocaron condiciones peligrosas para nadar a lo largo de gran parte de la costa este de los Estados Unidos. En Carolina del Norte, los funcionarios de Wrightsville Beach y Ocean Isle Beach emitieron avisos de no nadar hasta el 22 de agosto, después de que los socorristas informaran que habían ganado más de 50 rescates acuáticos.